# Monocrepidius
Monocrepidius es un género de escarabajos de la familia Elateridae. El género ha sido citado a menudo como Conoderus, pero de los dos nombres publicados simultáneamente en 1829, el seleccionado por el primer revisor bajo el Código Internacional de Nomenclatura Zoológica fue Monocrepidius, convirtiendo a Conoderus en el sinónimo menor.

## Especies
- Monocrepidius athoides LeConte, 1863
- Monocrepidius auritus (Herbst, 1806)
- Monocrepidius aversus LeConte, 1853
- Monocrepidius bellus (Say, 1823)
- Monocrepidius belti (Champion, 1895)
- Monocrepidius bifoveatus (Palisot de Beauvois, 1805)
- Monocrepidius browni (Knull, 1938)
- Monocrepidius cairnsensis (Blackburn, 1893)
- Monocrepidius castaneus (Fabricius, 1792)
- Monocrepidius concretus (Candèze, 1881)
- Monocrepidius delauneyi (Fleutiaux, 1911)
- Monocrepidius delicatus (Fall, 1929)
- Monocrepidius elegans (Candèze, 1878)
- Monocrepidius exsul (Sharp, 1877)
- Monocrepidius falli (Lane, 1956)
- Monocrepidius ferruginosus (Fall, 1929)
- Monocrepidius lenis (Candèze, 1881)
- Monocrepidius leucophaeatus (Candèze, 1859)
- Monocrepidius lividus (De Geer, 1774)
- Monocrepidius nigricollis (Fleutiaux, 1918)
- Monocrepidius pallipes (Eschscholtz, 1829)
- Monocrepidius parallelus (Candèze, 1859)
- Monocrepidius pictus (Candèze, 1859)
- Monocrepidius poirieri (Chassain, Deknuydt & Romé, 2014)
- Monocrepidius posticus (Eschscholtz, 1822)
- Monocrepidius rudis (Brown, 1933)
- Monocrepidius rufidens (Fabricius, 1801)
- Monocrepidius scissus Schaeffer, 1909
- Monocrepidius sericeus (Candèze, 1865)
- Monocrepidius similis Schaeffer, 1909
- Monocrepidius suturalis LeConte, 1853
- Monocrepidius vespertinus (Fabricius, 1801)
- Monocrepidius vitraci (Fleutiaux, 1911)
- Monocrepidius xysticus (Candèze, 1859)